# دوغ بلاك
دوغ بلاك (بالإنجليزية: Doug Black)‏ هو سياسي كندي، ولد في 10 مايو 1952 في كالغاري في كندا. حزبياً، نشط في حزب المحافظين الكندي. وقد انتخب عضو مجلس الشيوخ الكندي.

## وصلات خارجية
- الموقع الرسمي